# Juan García Such
Juan García Such (* 31. Dezember 1937 in Canals (Valencia); † 16. Oktober 2009 in Llanera de Ranes (Valenciana)) war ein spanischer Radrennfahrer.

## Sportliche Laufbahn
Bei den UCI-Straßen-Weltmeisterschaften 1964 gewann er mit Luis Pedro Santamarina, Ramón Sáez Marzo und José Ramón Goyeneche die Silbermedaille im Mannschaftszeitfahren.
Von 1964 bis 1968 startete er als Berufsfahrer. Er fuhr als Radprofi für das Radsportteam Ferrys. 1965 bestritt er die Tour de France und schied aus. In der Vuelta a España 1966 kam er auf den 48. Rang.